# Chang Yang
Chang Yang är en sjö i Kina. Den ligger i provinsen Jiangsu, i den östra delen av landet, omkring 200 kilometer sydost om provinshuvudstaden Nanjing. Chang Yang ligger 2 meter över havet. Arean är 6,3 kvadratkilometer. I omgivningarna runt Chang Yang växer i huvudsak barrskog. Den sträcker sig 5,1 kilometer i nord-sydlig riktning, och 5,2 kilometer i öst-västlig riktning.
Genomsnittlig årsnederbörd är 1 712 millimeter. Den regnigaste månaden är juni, med i genomsnitt 277 mm nederbörd, och den torraste är november, med 65 mm nederbörd.